# 9153 Chikurinji
9153 Chikurinji (1981 UD2) là một tiểu hành tinh vành đai chính được phát hiện ngày 30 tháng 10 năm 1981 bởi H. Kosai và K. Hurukawa ở Trạm Kiso thuộc Đài thiên văn Tokyo.